# Грјечи (Авелино)
Грјечи је насеље у Италији у округу Авелино, региону Кампанија.
Према процени из 2011. у насељу је живело 23 становника. Насеље се налази на надморској висини од 326 м.